# サラ・グリーン

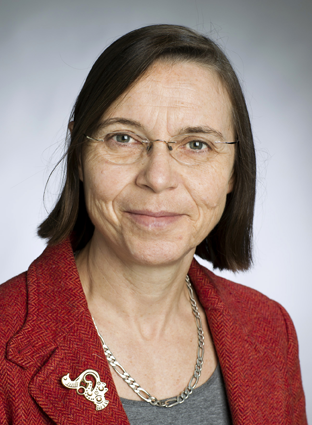
サラ・F・グリーン（2012年10月）。写真：アリ・アルト（ヘルシンキ大学）

サラ・フランチェスカ・グリーン（Sarah Francesca Green、1961年3月9日 - ）は、現在、ヘルシンキ大学の社会人類学・文化人類学の教授である。専門分野は国境問題、空間関係、ジェンダーと性役割、情報通信技術である。ギリシャ、イギリス、アメリカ、イタリアに居住歴があり、現在はフィンランドのヘルシンキに住んでいる。2016年9月、グリーンは地中海地域における新規研究開発のために、欧州研究評議会高度助成金を授与された。このプロジェクトはCrosslocations と呼ばれた。また重点分野とは異なるが、地中海地域における「輸送・貿易・旅行」を扱ったフィンランド・アカデミーのプロジェクトについても助成金が与えられた。

## 経歴
サラ・グリーンはイングランド・サフォークのレッドグレイヴで生まれた。彼女はレスボスとアテネで育ち、そこで学校に通った。その後、家族とともにイングランドに引っ越し、引き続き学校に通った。テキサス大学オースティン校で一時期を過ごした後、イングランドに戻り、ケンブリッジ大学（ニューホール、現在のマレー・エドワーズ・カレッジ）の学部生となり、考古学および人類学のトライポスを修了した。アメリカでの短期研修の後、1988年にケンブリッジ大学の博士課程に入り、1992年に社会人類学の博士号を取得した。彼女はケンブリッジ大学の研究フェローおよび客員講師として研究職を開始し、1995年にマンチェスター大学に移った。2006年、彼女はマンチェスター大学で人類学の教授に就任し、また社会人類学の学部長を務めた（2007年–2010年）。グリーンはイギリス国内の複数の大学で客員教員を務めた他、フィンランドでも客員教授を務めた。

## 研究領域
彼女の研究テーマは多岐にわたっているものの、主たるコンセプトは一貫して「場」の概念となっている。彼女は様々な現地調査プロジェクトを通じ、人々が自分自身をこの世界においてどのように位置づけし、自身と他者がどのように関係しているかを、文字通りの意味そして比喩的な意味の両面において、探求してきた。グリーンはそのような「場」を探す行為について、社会的な要素や認識論的な要素のみならず、政治的な要素とも密接に関連していると考えている。彼女の研究テーマとしては、「ロンドンにおけるジェンダーと性役割に関する政治」「マンチェスターにおける情報通信技術を強力に促進する政治」「アルゴリド渓谷とギリシャ北西部における環境と土地劣化の認識の変化」「ギリシャとアルバニアの国境における国境関係の概念」「バルカンの出現、消滅、再出現」「エーゲ海における貨幣の循環」「信頼の概念とイギリスの新しい金融エリート」といったものが挙げられる。そして直近では「ヨーロッパ東縁部における国境の考え方の変遷」を扱っている。
彼女の研究活動の大部分は、学際的な研究チームによる組織として行われた。彼女は若手の早い時期から「アルカイオメデス1」と「アルカイオメデス2」のプロジェクト（1993年–2000年）に参加。このプロジェクトは環境認知と政策立案を調査するための、EU出資プロジェクトであった。2004年以降、イギリスESRCの社会文化変化研究センター内でコーディネーターとしてさまざまな研究活動に関与。2006年からはヨーロッパ地域東縁部の国境および国境のでの実務に関連する概念的問題および経験的問題の両方を調査することに特化した国際的な研究ネットワークを構築してきた。EastBordNetは2008年にCOST（欧州科学技術協力）から資金提供を受け、グリーンは研究責任者を務めた。国境調査に関連する様々な主題（国境技術、性別、貨幣など）が扱われ、国境調査に向けた新しい概念的アプローチが開発されました（例：「潮汐」）。このネットワークには27か国が参加し、2013年1月にベルリンで開催した第2回国際会議には280人超の研究者が集まった。このネットワークは継続中であるが、COSTによる資金提供は終了している。マンチェスター大学出版会では、グリーンを編集長として、『国境の見直し』と題した新書シリーズの出版を企画した。このシリーズは、EastBordNetプロジェクトによって得られた国境研究に関する成果物やモノグラフを集約するものであった。
2011年、彼女は人類学の分野で最大の国際会議であるアメリカ人類学会 に、エグゼクティブ・プログラム・ダイレクターとして招待された。この年はモントリオールでの開催であった。

## 主な出版物
- 2013 Borderwork: a visual journey through periphery frontier regions. With Lena Malm. Helsinki: Jasilti.
- 2005 Notes from the Balkans: Locating Marginality and Ambiguity on the Greek-Albanian Border. Princeton, N.J. and Oxford: Princeton University Press.

2006年ヨーロッパ人類学最優秀貢献ダグラス賞を受賞（ヨーロッパ人類学会、アメリカ人類学会）。ポーランド語とギリシャ語に翻訳された。
- 1997 Urban Amazons: Lesbian Feminism and Beyond in the Gender, Sexuality and Identity Battles of London. London: Macmillan.